# Paszporty w Polsce
Uwaga! Ten artykuł od 2023-04 opisuje nieaktualny stan prawny. Jeśli możesz, popraw treść na podstawie najświeższych informacji.
Dokładniejsze informacje o tym, co należy poprawić, być może znajdują się w dyskusji tego artykułu.
 Po wyeliminowaniu niedoskonałości należy usunąć szablon {{Dopracować}} z tego artykułu.
Paszporty w Polsce – dokumenty wydawane obywatelom polskim w celu identyfikacji przy przekraczaniu granic i za granicą. 

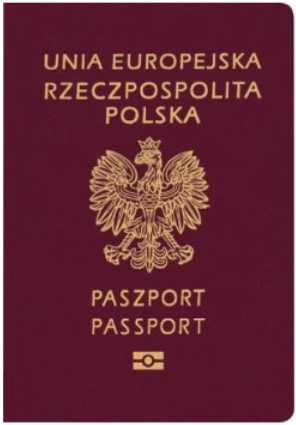
Okładka polskiego paszportu

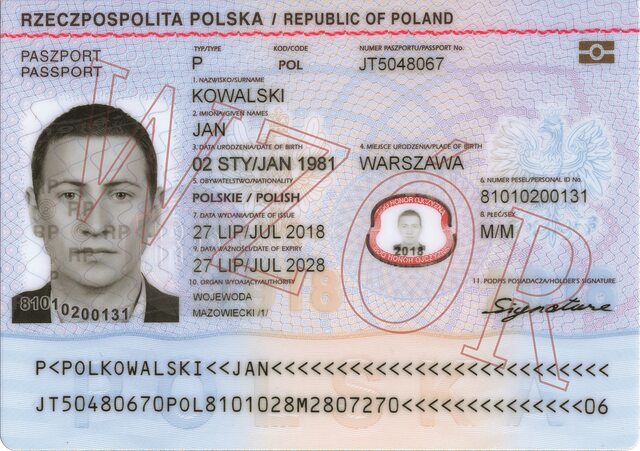
Paszport polski

## Paszporty w Polsce przed 1989
Do października 1956 w praktyce możliwe było wyłącznie uzyskanie paszportu na wyjazd służbowy. Do wniosku o paszport, wydawany wyłącznie przez Biuro Paszportów Zagranicznych Ministerstwa Bezpieczeństwa Publicznego, trzeba było dołączyć 12 załączników. Efektem prowadzonej rygorystycznej polityki paszportowej był praktyczny zanik wyjazdowego ruchu turystycznego z Polski: o ile w 1938 w celach turystycznych wyjechało z kraju na własną rękę ok. 90 tys. osób, o tyle w 1950 takich osób było 181, nie licząc delegacji partyjnych, związkowych i branżowych, głównie do krajów socjalistycznych.
Po 1956 wyjazdy zagraniczne stały się łatwiejsze – powstały biura podróży, organizujące wycieczki (w 80 proc. do krajów „demokracji ludowej”), a na pograniczu polsko-czechosłowackim zaczęła obowiązywać konwencja turystyczna, ułatwiająca poruszanie się po górach. Wyjazd indywidualny był jednak nadal możliwy jedynie na zaproszenie. W tym czasie istniały dwa rodzaje paszportów: indywidualny i zbiorowy. W przypadku osób wyjeżdżających grupowo dokumentami dysponował specjalny opiekun wycieczki. Przed każdym wyjazdem trzeba było wypełnić podanie i udać się do biura paszportowego w lokalnej komendzie Milicji Obywatelskiej. Po przyjeździe paszport trzeba było w tym samym miejscu zwrócić.
W późniejszym okresie (do 1972) popularne stały się tzw. wkładki paszportowe, umożliwiające wyjazd do europejskich krajów socjalistycznych, które ważne były łącznie z dowodem osobistym. Początkowo były one jednokrotnego użytku, z czasem zaczęto wydawać je na wyjazdy wielokrotne, od 1973 na ogół z ważnością na pięć lat. Od 1972, dzięki umowie z NRD, można było wyjechać do tego kraju jedynie na podstawie stempla wbijanego w dowód osobisty w komendach MO. Spowodowało to lawinowy przyrost wyjazdów  do tego kraju z 200 tys. Polaków w 1971 do 9,5 mln rok później. W styczniu 1977 analogiczne przepisy obowiązywały przy wyjazdach do Bułgarii, Czechosłowacji, Rumunii, ZSRR i na Węgry. W stanie wojennym pieczątki straciły ważność, a zastąpiły je nowe paszporty z pięcioletnim terminem ważności.
Od 1984 nie trzeba było ich zdawać po każdym powrocie. Dopiero w grudniu 1988 wprowadzono paszporty wieloletnie, na wszystkie kraje świata.

## Paszporty w Polsce po 1989

Strona z paszportu sprzed 2001, z polskimi i szwedzkimi pieczęciami przekroczenia granicy, widoczna w świetle UV.

Do 2001 wydawane były paszporty o granatowej okładce, ze srebrnym nadrukiem Rzeczpospolita Polska, w latach 2001–2006 wydawano paszporty o okładce w kolorze burgundzkiego wina, z podobnym, złotym nadrukiem. Paszporty te mogły być wydawane także od 1 stycznia do 27 sierpnia 2006, kiedy to zaczęto wprowadzać nowe wzory paszportów.
Od 1 stycznia 2006 wprowadzono nowy wzór paszportu, z zaznaczeniem członkostwa Polski w Unii Europejskiej. Od 28 sierpnia 2006 wydawane są paszporty zawierające dane biometryczne zapisane w warstwie elektronicznej. Przed 22 czerwca 2009 (w przypadku paszportów wydawanych poza granicami państwa – 29 czerwca 2009) oznaczało to jedynie wizerunek twarzy posiadacza, od tego dnia wprowadzono także zapis odcisków dwóch palców (najczęściej są to palce wskazujące lewej i prawej dłoni).
Numery paszportów składały się z dwóch liter i siedmiu cyfr. W paszportach wydawanych po 2001 rozpoczęto serię AA, w której pierwsza cyfra jest cyfrą kontrolną. Od 28 czerwca 2009 zaczęto wydawać biometryczne paszporty serii EA z odciskami palców zapisanymi w chipie RFID wtopionym w okładce paszportu.
Z okazji 100-lecia odzyskania niepodległości, w listopadzie 2018 roku wprowadzono paszporty ze stroną personalizacyjną o zmienionym wyglądzie i zrobioną ze sztywnego poliwęglanu o wymiarach 85x125 i grubości 0,8 mm. Na zdjęciu posiadacza dodano, w postaci fali numer PESEL. Oprócz tego umieszczono miniaturkę zdjęcia, chip RFID i symbol paszportu biometrycznego. Data urodzenia i numer PESEL na zdjęciu wykonane są wypukłym drukiem. Na okładce paszportu i na stronie personalizacyjnej nie umieszczono napisów w języku francuskim. 
Na dole strony paszportu z danymi osobistymi powtórzone są dane właściciela w postaci czytelnej dla komputera, co przyspiesza przetwarzanie danych na punktach granicznych. Zapis ten składa się z dwu linijek po 44 znaki wydrukowanych krojem pisma OCR-B. Dodatkowo dane te są uzupełnione o cyfrę kontrolną dla każdego pola cyfrowego oraz cyfrę kontrolną na końcu obejmującą większość danych z poprzednich pól. Nazwisko i imię w tym zapisie nie zawiera polskich znaków diakrytycznych i nie jest uwzględniane przy obliczaniu końcowej cyfry kontrolnej.
Od momentu wstąpienia Polski do Wspólnot Europejskich do przekraczania granicy państwa z innymi krajami wspólnoty (a także niektórymi krajami spoza niej, np. Serbią czy Turcją) upoważnia również dowód osobisty. Od 21 grudnia 2007 Polska jest również częścią strefy Schengen, przez co w momencie przekraczania granicy w większości przypadków nie jest potrzebne okazanie żadnego dokumentu (jednak istnieje obowiązek posiadania przy sobie dowodu osobistego lub paszportu na wypadek kontroli na terytorium innego państwa strefy).

## Poprawność serii i numeru paszportu
Aby sprawdzić poprawność serii i numeru paszportu, należy najpierw zamienić litery na liczby, przypisując literom odpowiednio:
```
A  B  C  D  E  F  G  H  I  J  K  L  M  N  O  P  Q  R  S  T  U  V  W  X  Y  Z
10 11 12 13 14 15 16 17 18 19 20 21 22 23 24 25 26 27 28 29 30 31 32 33 34 35
```

Kolejnym krokiem jest wymnożenie tak uzyskanego ciągu liczb przez określone wagi. Wagi kolejnych liczb to: 7, 3, 9, 1, 7, 3, 1, 7, 3. Reszta z dzielenia sumy iloczynów przez 10 powinna być równa 0 (zero).
Przykład obliczeń (paszport służbowy Ministerstwa Spraw Zagranicznych, o numerze CC7999486):
```
Nr paszportu:  C    C    7    9    9    9    4    8    6
Wartość:      12   12    7    9    9    9    4    8    6
Wagi:          7    3    9    1    7    3    1    7    3
Iloczyny:     84   36   63    9   63   27    4   56   18
Sumowanie:    84 + 36 + 63 +  9 + 63 + 27 +  4 + 56 + 18 = 360
```

Reszta z dzielenia 360 przez 10 wynosi 0 (360 mod 10 = 0), więc jest to numer poprawny.
Polskie paszporty zachowują ważność przez 10 lat od wydania. Paszporty o starych wzorach nie podlegają obowiązkowej wymianie i są równorzędne z paszportami o nowym wzorze do czasu upłynięcia ich ważności. Oznacza to, że zgodnie z polskim prawem ostatnie paszporty o niebieskiej okładce przestały być dokumentami uprawniającymi do przekroczenia granicy w 2011, a ostatnie niebiometryczne paszporty w kolorze burgundzkiego wina straciły ważność w 2016. Poszczególne państwa mogą jednak wprowadzać osobne przepisy imigracyjne dla posiadaczy różnych typów paszportów – do tej pory zrobiła to Kanada, gdzie od 1 stycznia 2009 z możliwości bezwizowego wjazdu korzystają tylko posiadacze paszportów biometrycznych.

## Galeria

#### Paszporty

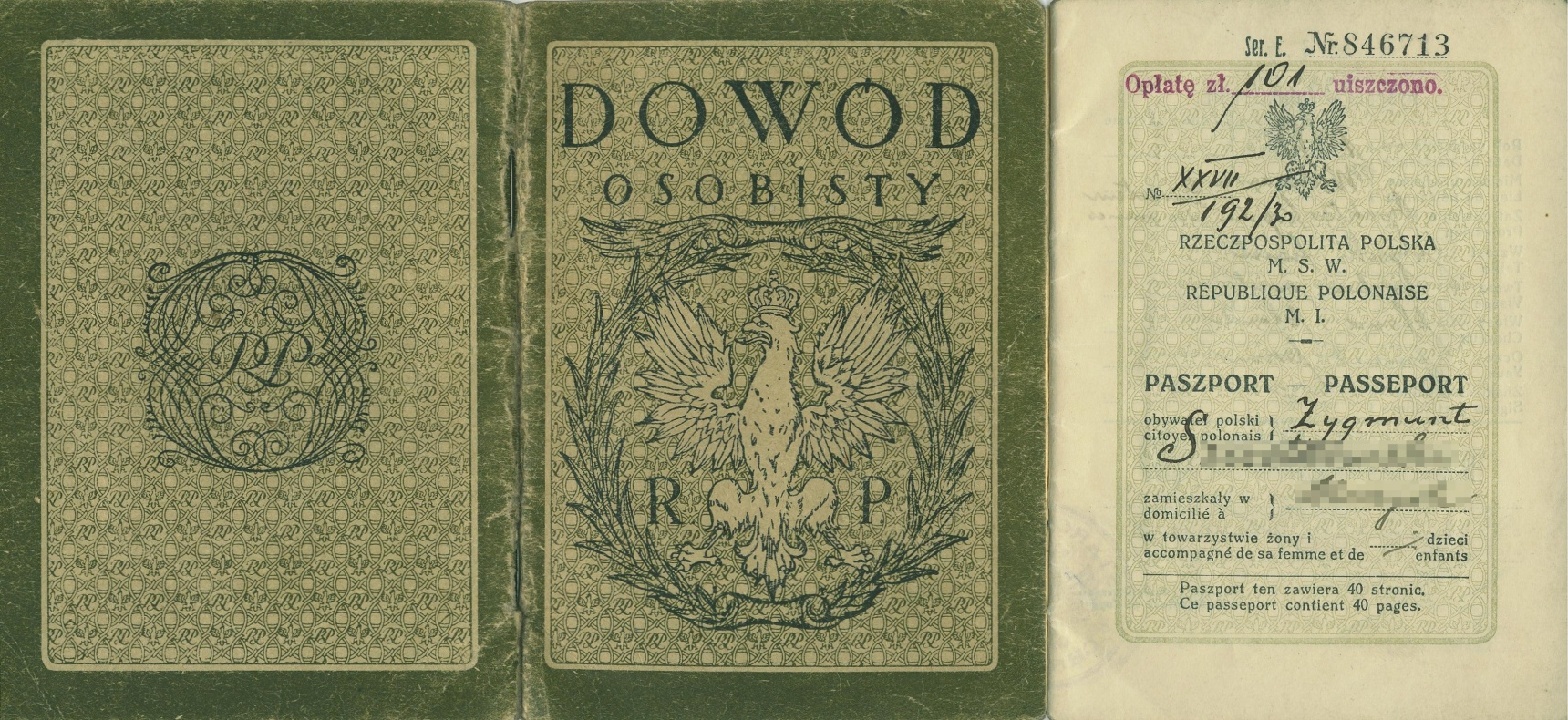
Polski „dowód osobisty” z 1930 – de facto paszport
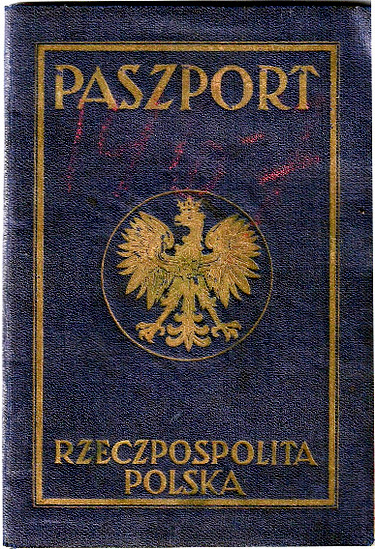
1934 (Druga Rzeczpospolita)
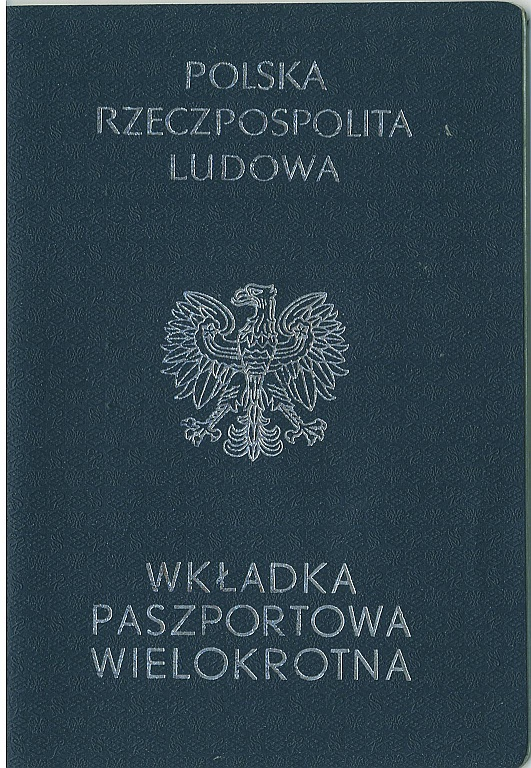
PRL – wkładka paszportowa
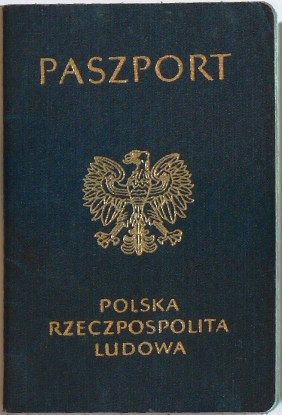
PRL – przed 1990
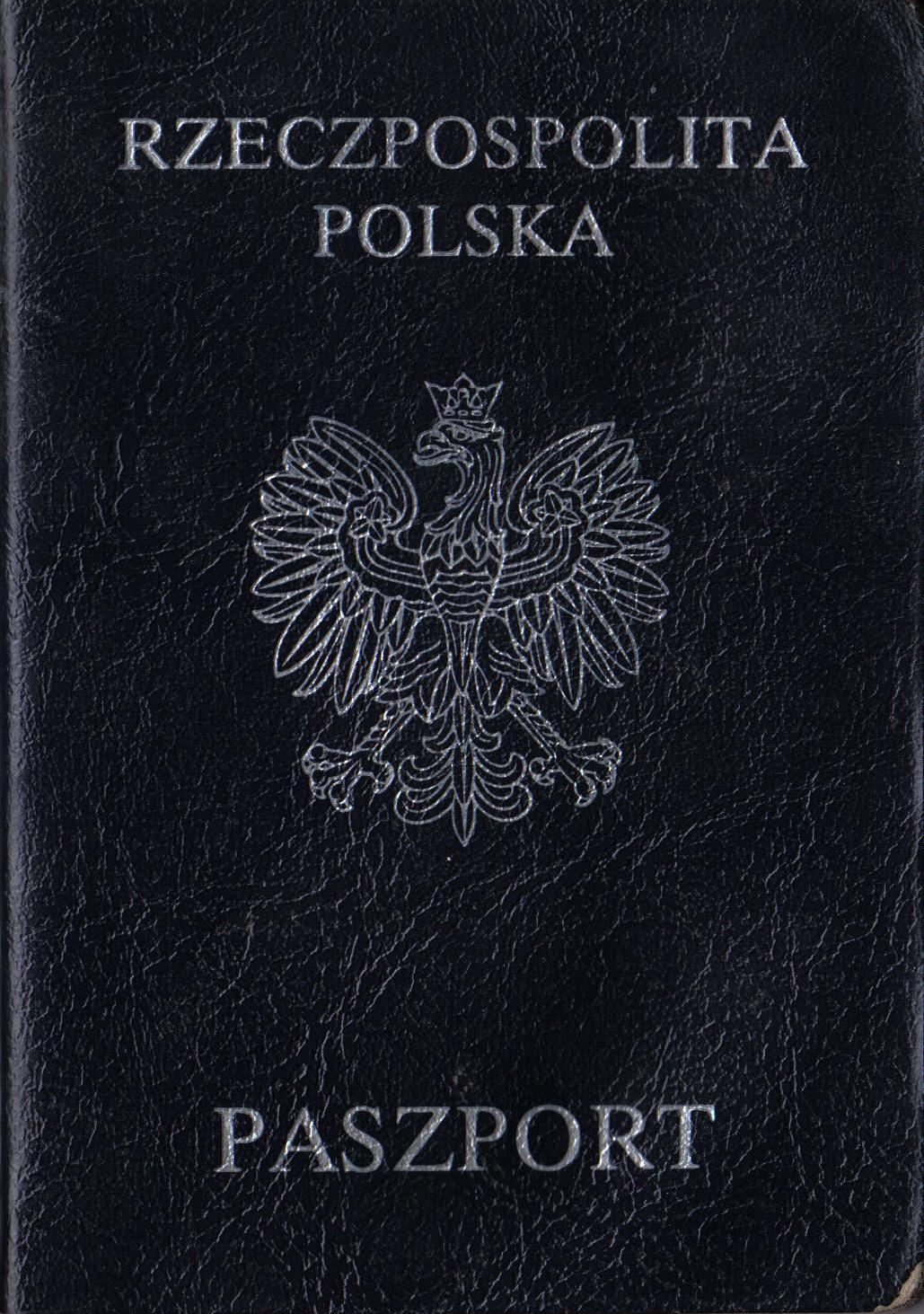
Przed 2001
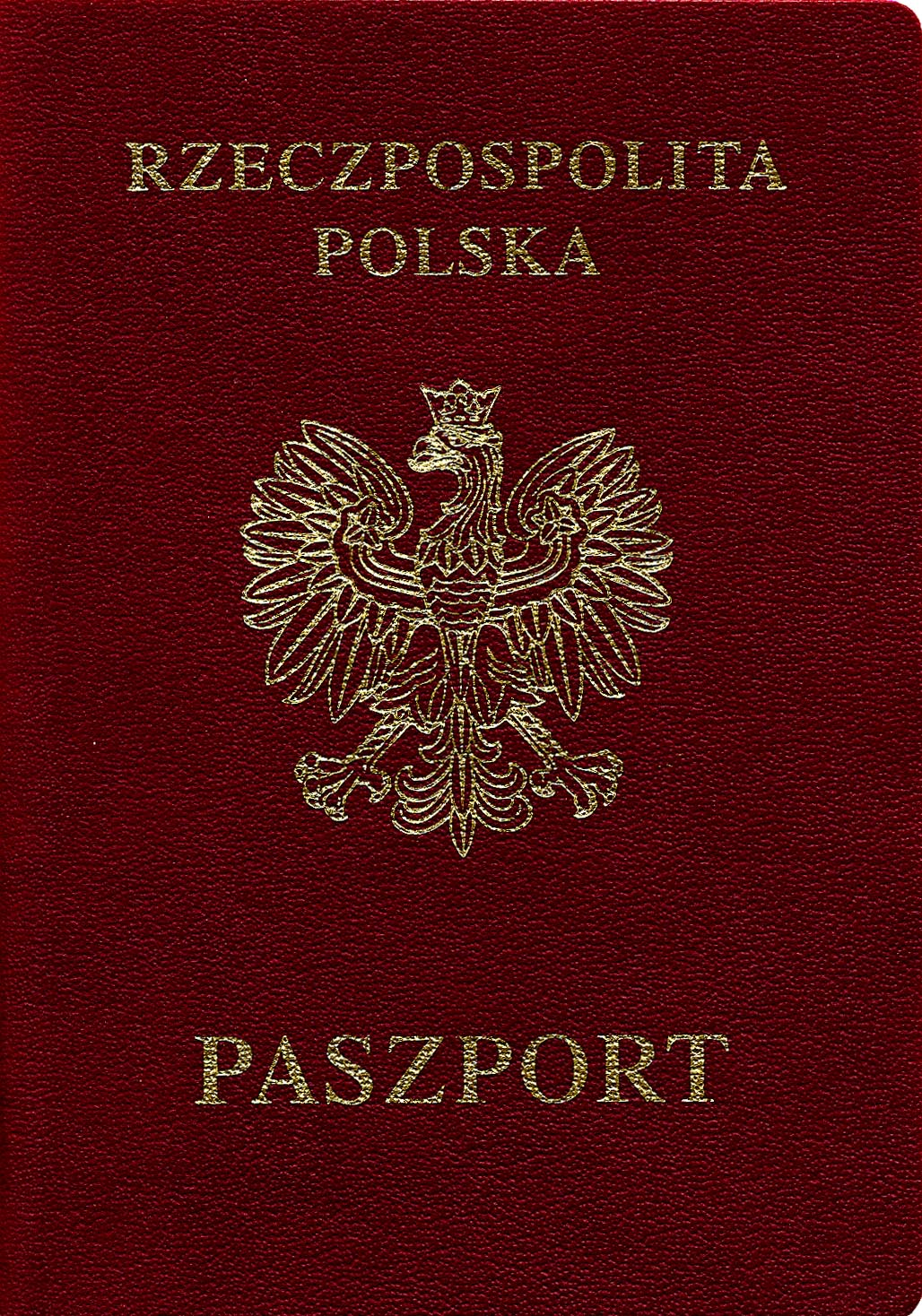
2001–2006
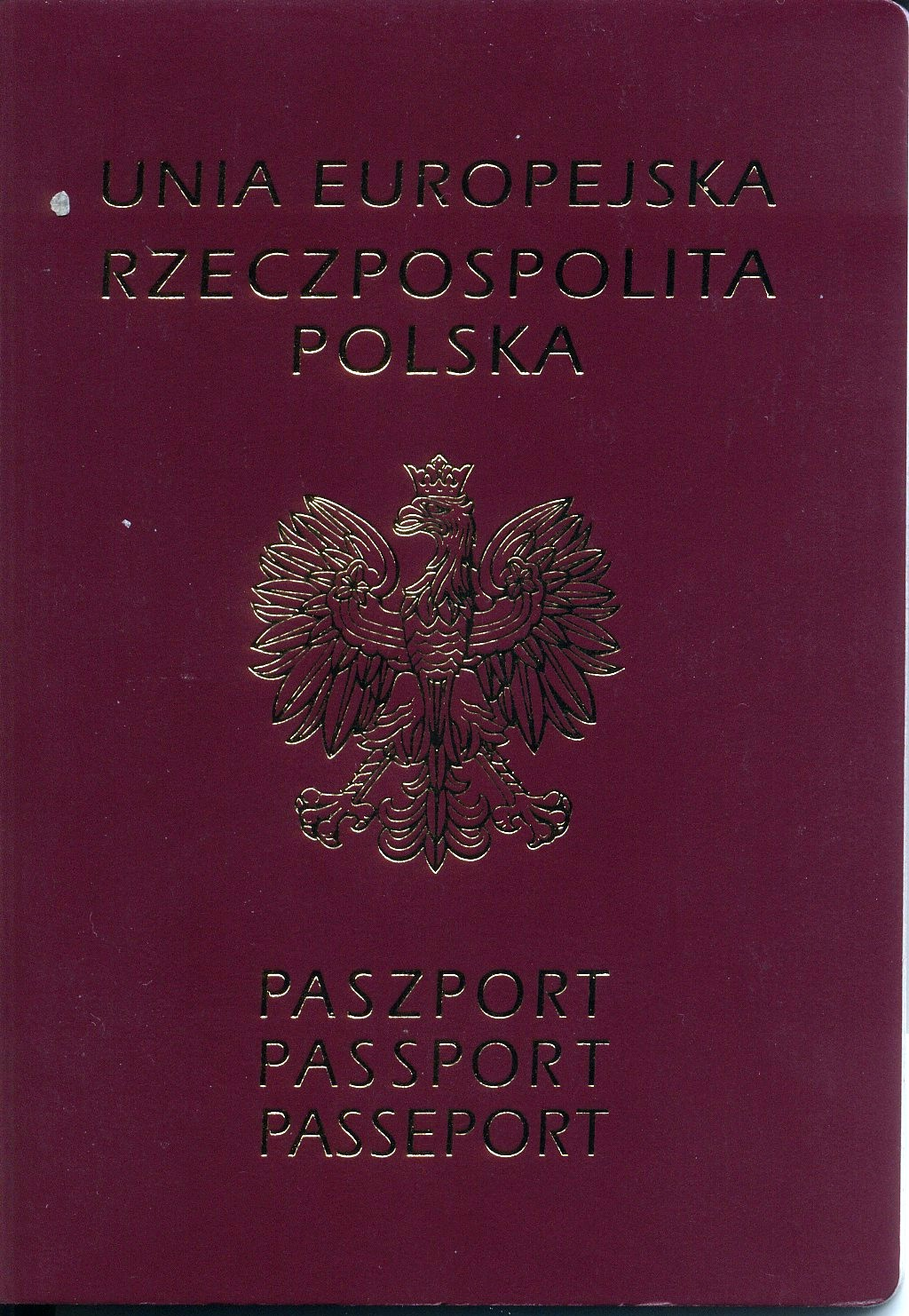
2007
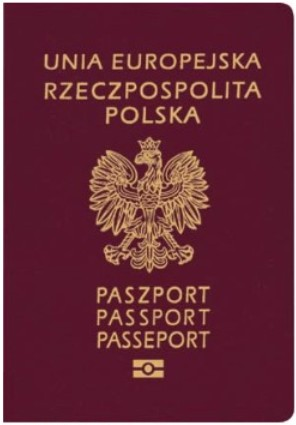
Okładka paszportu biometrycznego do 2017
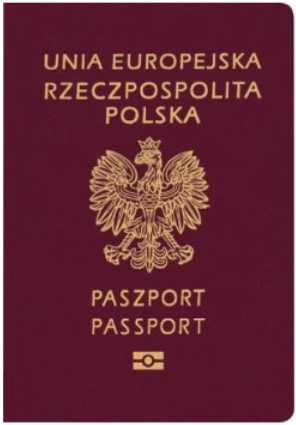
Okładka paszportu biometrycznego 2018 - obecnie

#### Paszporty służbowe i dyplomatyczne

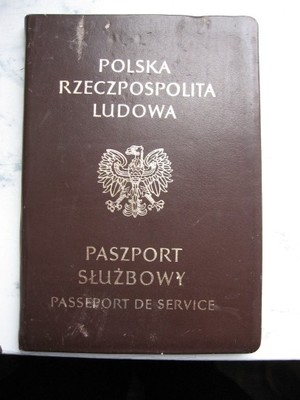
Paszport służbowy PRL.
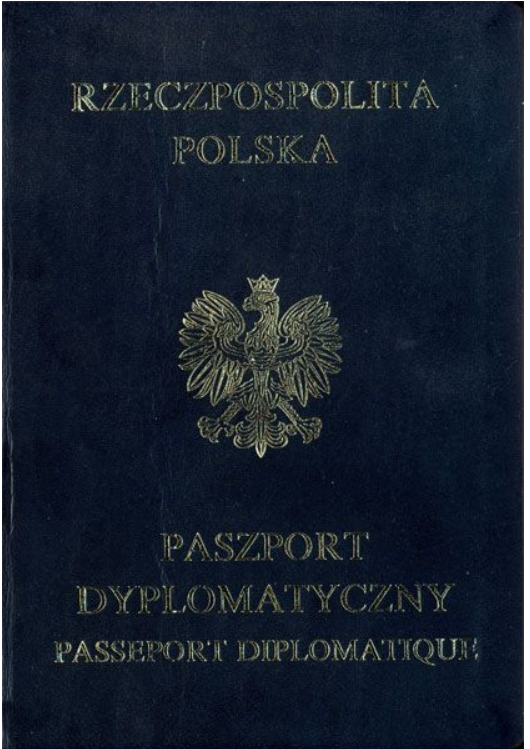
Stary paszport dyplomatyczny (2001–2006)
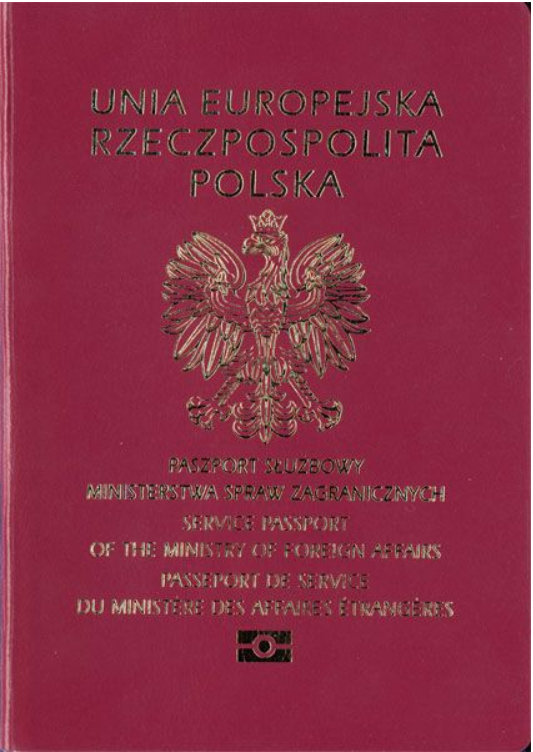
Paszport służbowy Ministerstwa Spraw Zagranicznych
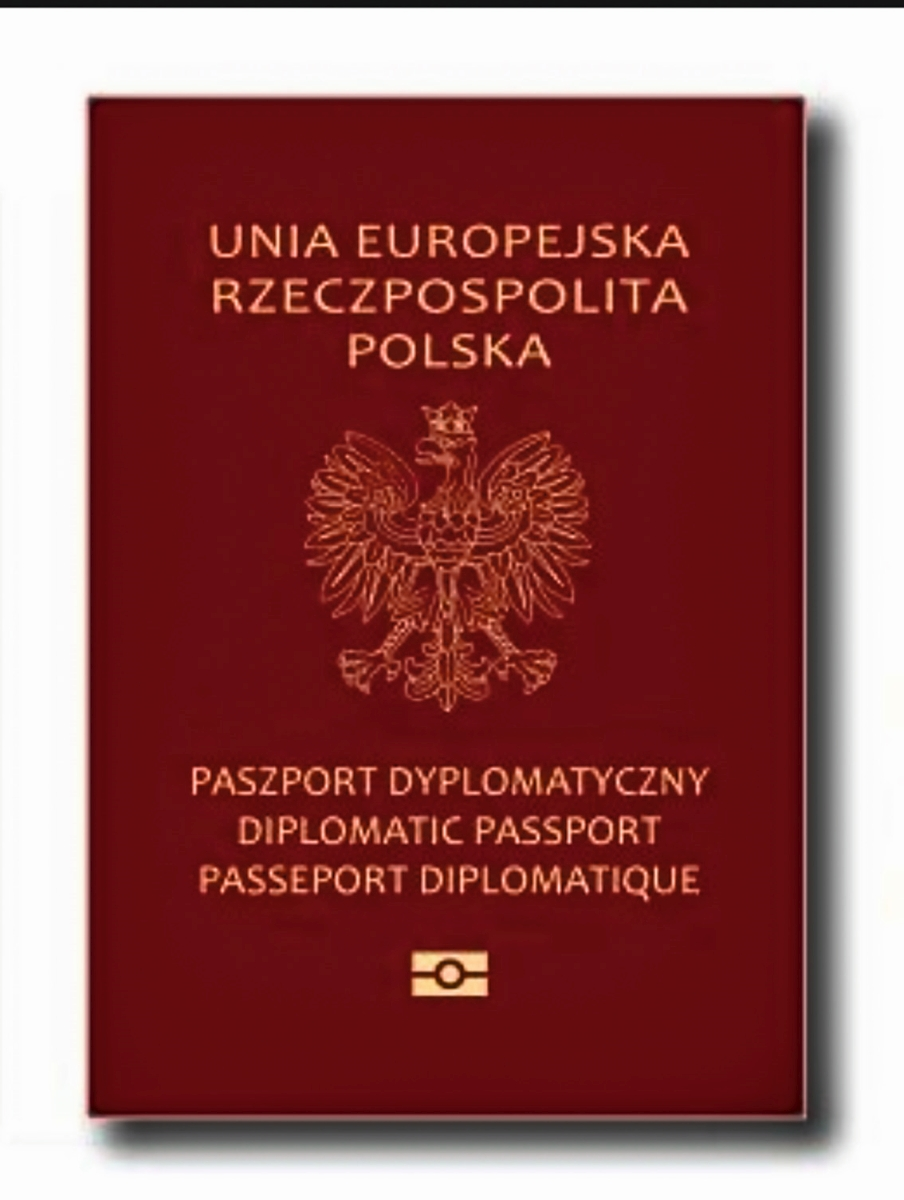
Paszport dyplomatyczny

## Dokument paszportowy
Dokument tożsamości wydawany przez uprawniony organ państwa, uprawniający do przekroczenia granicy państwa, pobytu za granicą, oraz poświadczenia obywatelstwa danego kraju, a także tożsamości osoby w nim wskazanej w zakresie danych jakie ten dokument zawiera. Producentem polskich paszportów jest Polska Wytwórnia Papierów Wartościowych.

## Rodzaje paszportów
- paszport – paszport to dokument urzędowy stwierdzający tożsamość danej osoby, uprawniający do przekroczenia granicy państwa oraz pobytu za granicą. Paszport wydawany jest na jedną osobę. Ważny jest przez 10 lat od daty wydania (dla dzieci do 12. roku życia – przez 5 lat),
- paszport tymczasowy – jest ważny przez okres w nim wskazany, nie dłużej jednak niż przez 12 miesięcy od daty wydania. Paszport tymczasowy nie zawiera biometrii. Paszport tymczasowy wydawany jest:
  - obywatelom polskim przebywającym za granicą, na czas oczekiwania przez nich na doręczenie paszportu sporządzonego w Rzeczypospolitej Polskiej;
  - obywatelom polskim przebywającym czasowo w Rzeczypospolitej Polskiej i za granicą, na powrót do miejsca stałego pobytu,
  - obywatelom polskim przebywającym w Rzeczypospolitej Polskiej i za granicą, w udokumentowanych nagłych przypadkach związanych z chorobą lub pogrzebem członka rodziny,
- paszport dyplomatyczny – paszport dyplomatyczny przysługuje osobom zajmującym stanowiska lub pełniącym funkcje w służbie zagranicznej i posiadającym stopień dyplomatyczny związany z przywilejami i immunitetami dyplomatycznymi na podstawie umów międzynarodowych, których stroną jest Rzeczpospolita Polska, lub zwyczajów międzynarodowych, a także osobom skierowanym do pracy w organizacjach międzynarodowych. Paszport dyplomatyczny przysługuje także członkom rodziny, jeżeli pozostają we wspólnocie domowej z członkiem służby zagranicznej oraz przesiedlają się z nim za granicę. Członkowie rodzin nieprzesiedlający się za granicę wraz z pracownikiem służby zagranicznej uprawnieni są do otrzymania paszportu dyplomatycznego w celu odwiedzin,
- paszport służbowy Ministerstwa Spraw Zagranicznych – paszport służbowy Ministerstwa Spraw Zagranicznych przysługuje członkom służby zagranicznej nieposiadającym stopnia dyplomatycznego oraz innym osobom skierowanym do wykonywania obowiązków służbowych w placówce zagranicznej.  Paszport służbowy przysługuje także członkom rodziny, jeżeli pozostają we wspólnocie domowej z członkiem służby zagranicznej oraz przesiedlają się z nim za granicę. Członkowie rodzin nieprzesiedlający się za granicę wraz z pracownikiem służby zagranicznej, uprawnieni są do otrzymania paszportu służbowego MSZ w celu odwiedzin. Paszportem służbowym Ministerstwa Spraw Zagranicznych można się legitymować wyłącznie w trakcie podróży służbowej lub w związku z wykonywaniem czynności służbowych poza granicami kraju. Paszport służbowy jest ważny przez okres w nim wskazany. Okres ważności nie może przekroczyć 10 lat od daty jego wydania.

## Zasady uzyskiwania paszportu
Paszporty wydawane po 29 czerwca 2009 zawierają dane biometryczne w postaci wizerunku twarzy i odcisków palców. Osoba składająca w punkcie paszportowym wniosek o wydanie paszportu, jest zobowiązana do złożenia odcisków palców, polegającego na przyłożeniu palców do urządzenia elektronicznego (czytnika). Urządzenia służące do pobierania odcisków palców są nowoczesne, niebrudzące i łatwe w obsłudze. Aby otrzymać paszport należy w organie paszportowym złożyć:
- 1 wniosek paszportowy w postaci elektronicznej składany w punkcie paszportowym, wypełniany przez pracownika punktu paszportowego i podpisywany przez wnioskodawcę za pomocą urządzenia umożliwiającego odzwzorowanie jego podpisu własnoręcznego
- 1 aktualną fotografię o wymiarach 3,5 × 4,5 cm., wykonaną w ciągu ostatnich 6 miesięcy na jednolitym jasnym tle, mające dobrą ostrość, pokazujące wyraźnie oczy i twarz z obu stron (en face). Fotografia ma przedstawiać osobę bez nakrycia głowy i okularów z ciemnymi szkłami, patrzącą na wprost z otwartymi oczami, z naturalnym wyrazem twarzy i zamkniętymi ustami. Jedna z fotografii powinna być podpisana na odwrocie ołówkiem (wyraźnie: imię, nazwisko i data urodzenia)
- dowód uiszczenia opłaty paszportowej, lub przedstawić do wglądu dokument potwierdzający uprawnienie do skorzystania z ulgi lub dokument uprawniający do zwolnienia z opłaty
- odpis skrócony lub zupełny polskiego aktu urodzenia – w przypadku ubiegania się o dokument paszportowy za granicą przez osoby nieposiadające numeru PESEL
- odpis skrócony lub zupełny polskiego aktu małżeństwa – w przypadku ubiegania się o dokument paszportowy każdorazowo po zmianie nazwiska w wyniku zawarcia małżeństwa za granicą.

Składając wniosek o wydanie dokumentu paszportowego należy okazać do wglądu ważny dokument paszportowy, a w przypadku gdy osoba nie posiada ważnego dokumentu paszportowego ważny dowód osobisty, o ile ma obowiązek posiadania tego dokumentu. Wniosek o wydanie dokumentu paszportowego składa się osobiście, z wyjątkiem następujących przypadków:
- paszportu dla dziecka;
- wniosek o wydanie dokumentu paszportowego osobie ubezwłasnowolnionej całkowicie pozostającej pod władzą rodzicielską składają rodzice, a niepozostającej pod władzą rodzicielską składa opiekun ustanowiony przez sąd.

Dokument paszportowy odbiera się osobiście w organie paszportowym, w którym został złożony wniosek, a osoba dokonująca odbioru sprawdza za pomocą elektronicznego czytnika odcisków palców czy dane zawarte w mikroprocesorze są zgodne ze stanem faktycznym. Przy odbiorze dokumentu paszportowego przedstawia się także dotychczas posiadany dokument paszportowy, celem jego anulowania.

## Paszport dla dziecka
Dziecko musi posiadać indywidualny dokument. Wniosek o wydanie dokumentu paszportowego osobie małoletniej składają rodzice lub ustanowieni przez sąd opiekunowie albo jeden z rodziców lub opiekunów z pisemną zgodą drugiego z rodziców lub opiekunów, poświadczoną za zgodność przez organ paszportowy lub notariusza. Na wydanie dokumentu paszportowego osobie małoletniej wymagana jest zgoda obojga rodziców, złożona przed organem paszportowym lub notariuszem, chyba że na podstawie orzeczenia sądu jeden z rodziców został pozbawiony władzy rodzicielskiej lub władza ta została ograniczona. W przypadku braku zgodności stanowisk rodziców lub niemożności uzyskania zgody jednego z nich, zgodę na wydanie paszportu zastępuje orzeczenie sądu rodzinnego. Małoletniemu można wydać dokument paszportowy za granicą za zgodą jednego rodzica wyłącznie z ważnych powodów, o ile przemawia za tym dobro małoletniego, szczególnie jeżeli uzyskanie zgody drugiego rodzica jest niemożliwe, lub znacznie utrudnione.

## Odmowa wydania i unieważnienie paszportu
Odmawia się wydania paszportu w kraju na wniosek:
- sądu prowadzącego przeciw osobie ubiegającej się o paszport postępowanie w sprawie karnej, skarbowej lub cywilnej,
- Prokuratora Generalnego, w sprawie osoby ubiegającej się o paszport, co, do której podjęto czynności związane z przejęciem ścigania o przestępstwo lub przestępstwo skarbowe popełnione za granicą,
- organu prowadzącego przeciw osobie ubiegającej się o paszport postępowanie przygotowawcze lub wykonawcze w sprawie karnej o przestępstwo ścigane z oskarżenia publicznego lub w sprawie skarbowej.

Ponadto organ wydający paszport może odmówić jego wydania:
- jeżeli osoba ubiegająca się o paszport nie wykonała obowiązku ustawowego, a zachodzi uzasadniona obawa, że wyjazd za granicę osoby uniemożliwi wykonanie tego obowiązku, a obowiązek znajduje potwierdzenie w orzeczeniu sądu lub decyzji,
- osobie skazanej prawomocnym wyrokiem,
- na czas nie dłuższy niż 12 miesięcy, gdy uzyskano informację, że osoba w czasie pobytu za granicą dopuściła się przestępstwa lub wykroczenia z chęci zysku.

Unieważnienie paszportu już istniejącego następuje z powodu:
- utraty obywatelstwa polskiego,
- przesłanek wyżej wymienionych.

Odmowa wydania, jak i unieważnienie paszportu następuje w formie decyzji.

## Organy paszportowe
Paszporty i paszporty tymczasowe w Rzeczypospolitej Polskiej wydaje, odmawia ich wydania i unieważnia wojewoda, do którego wpłynął wniosek o wydanie paszportu/paszportu tymczasowego. W uzasadnionych przypadkach, gdy przemawia za tym ważny interes państwa, paszport może wydać minister właściwy do spraw wewnętrznych. Poza granicami Polski wszystkie powyższe czynności w zakresie paszportów tymczasowych wykonuje konsul. 
- Wojewoda jest organem właściwym do sporządzania, wydawania i unieważniania paszportów i paszportów tymczasowych w kraju,
- Konsul – jest organem właściwym do sporządzania, wydawania i unieważniania paszportów tymczasowych poza granicami kraju
- Minister właściwy do spraw wewnętrznych – jest organem odpowiedzialnym za zapewnienie książeczek dokumentów paszportowych oraz za sporządzanie paszportów dyplomatycznych i paszportów służbowych Ministerstwa Spraw Zagranicznych na wniosek ministra właściwego do spraw zagranicznych. Ponadto Minister właściwy do spraw wewnętrznych sprawuje zwierzchni nadzór nad prowadzeniem spraw dotyczących paszportów i paszportów tymczasowych.
- Minister właściwy do spraw zagranicznych – sprawuje zwierzchni nadzór nad prowadzeniem spraw dotyczących paszportów dyplomatycznych i paszportów służbowych Ministerstwa Spraw Zagranicznych. Paszporty dyplomatyczne i paszporty służbowe Ministerstwa Spraw Zagranicznych wydaje, odmawia ich wydania i unieważnia minister właściwy do spraw zagranicznych. Paszporty dyplomatyczne i paszporty służbowe Ministerstwa Spraw Zagranicznych mogą być, za zgodą ministra właściwego do spraw zagranicznych, unieważnione za granicą przez konsula. W uzasadnionych przypadkach, na polecenie ministra właściwego do spraw zagranicznych, złożenie wniosku o wydanie paszportu dyplomatycznego lub paszportu służbowego Ministerstwa Spraw Zagranicznych, odbiór paszportu dyplomatycznego lub paszportu służbowego Ministerstwa Spraw Zagranicznych oraz dokonanie dodatkowego wpisu w paszporcie dyplomatycznym może nastąpić w urzędzie konsularnym.

Koszty związane z wydawaniem dokumentów paszportowych przez organy paszportowe są finansowane z budżetu państwa, z części, której dysponentem jest minister właściwy do spraw wewnętrznych oraz wojewodowie, każdy w zakresie swojego działania.
Koszty związane z wydawaniem dokumentów paszportowych przez konsulów oraz paszportów dyplomatycznych i paszportów służbowych Ministerstwa Spraw Zagranicznych są finansowane z budżetu państwa, z części, której dysponentem jest minister właściwy do spraw zagranicznych.

## Historia aktów prawnych dotyczących paszportów
Historyczna lista aktów prawnych tworzących prawo regulujące wydawanie paszportów (dekrety, ustawy, rozporządzenia prezydenta RP z mocą ustawy):
- Ustawa z dnia 17 lipca 1924 r. w sprawie opłat za paszporty na wyjazd zagranicę (Dz.U. z 1924 r. nr 69, poz. 672)
- Rozporządzenie Prezydenta Rzeczypospolitej z dnia 30 kwietnia 1932 r. w sprawie opłat za paszporty na wyjazd zagranicę (Dz.U. z 1932 r. nr 38, poz. 394)
- Ustawa z dnia 14 lipca 1936 r. o paszportach (Dz.U. z 1936 r. nr 56, poz. 404)
- Dekret z dnia 14 sierpnia 1954 r. o paszportach zagranicznych (Dz.U. z 1954 r. nr 39, poz. 170)
- Ustawa z dnia 17 czerwca 1959 r. o paszportach (Dz.U. z 1959 r. nr 36, poz. 224)
- Ustawa z dnia 29 listopada 1990 r. o paszportach (Dz.U. z 1991 r. nr 2, poz. 5)
- Ustawa z dnia 13 lipca 2006 r. o dokumentach paszportowych (Dz.U. z 2006 r. nr 143, poz. 1027)
- Ustawa z dnia 27 stycznia 2022 r. o dokumentach paszportowych (Dz.U. z 2024 r. poz. 1063).

Zgodnie z ustawą Rząd wprowadza e-usługę, dzięki której można sprawdzić swoje dane w Rejestrze Dokumentów Paszportowych (RDP), czy paszport lub inny dokument paszportowy jest gotowy do odbioru, ważność paszportu lub innego dokumentu paszportowego a osoby, które złożyły wniosek o paszport za granicą, mają możliwość potwierdzenia odbioru paszportu lub innego dokumentu paszportowego, który dostarczył kurier.